# Kosmos 19
Kosmos 19 – radziecki satelita technologiczny typu DS-P1; oficjalnie wysłany w celu badania zewnętrznych warstw ziemskiej atmosfery, promieniowania kosmicznego i rozwoju podzespołów statków kosmicznych; rzeczywiste przeznaczenie statku było najprawdopodobniej związane z testami radarowymi dla armii ZSRR i próbami z rakietami balistycznymi.